# Волжанин Сітіритм 12
«Волжанин Сітіритм 12» (рос. Волжанин Ситиритм 12), також Волжанін 527006 — 12-метровий російський автобус, що випускається з 2006 року автобусним заводом «Волжанин». Дана версія є однією з найсучасніших серед міських автобусів, що випускаються заводом. Цей автобус призначений для міських перевезень, дані автобуси експлуатуються у деяких містах Росії. Має і свого більшого брата — 15-метровий Волжанин Сітіритм 15 (Волжанін 627006). Основні особливості «Волжанина Сітіритма 12»:
- автобус Волжанин Сітіритм 12 використовує чимало іноземних компонент німецького виробництва: двигун, мости, підвіска, гальмівна система, коробка передач — німецького виробництва різних фірм;
- кузов автобуса зроблено з дюралюмінію, а він не іржавіє, автобус завдяки цьому має строк служби кузова понад 15 років;
- автобус має дуже довговічні компоненти з моторесурсом >1000000 кілометрів (а це, вважається, >12—15 років);
- низькопідлоговий автобус з можливістю перевезення інвалідів та дітей у візках;
- наявна система присідання на передні півосі «кнілінг»;
- наявні системи ABS i ASR;
- можливість встановлення кондиціонера фірми Thermo King (США);
- у салоні наявні конвектори Thermo King i Eberspacher;
- сучасний дизайн автобуса ззовні та салону для пасажирів;
- німецький двигун автобуса відповідає екологічним нормам Euro-3;
- хороша шумоізоляція салону;
- автобус випускається як у дво- так і тридверному варіанті (задні двері можуть бути відсутні)

## Описання моделі

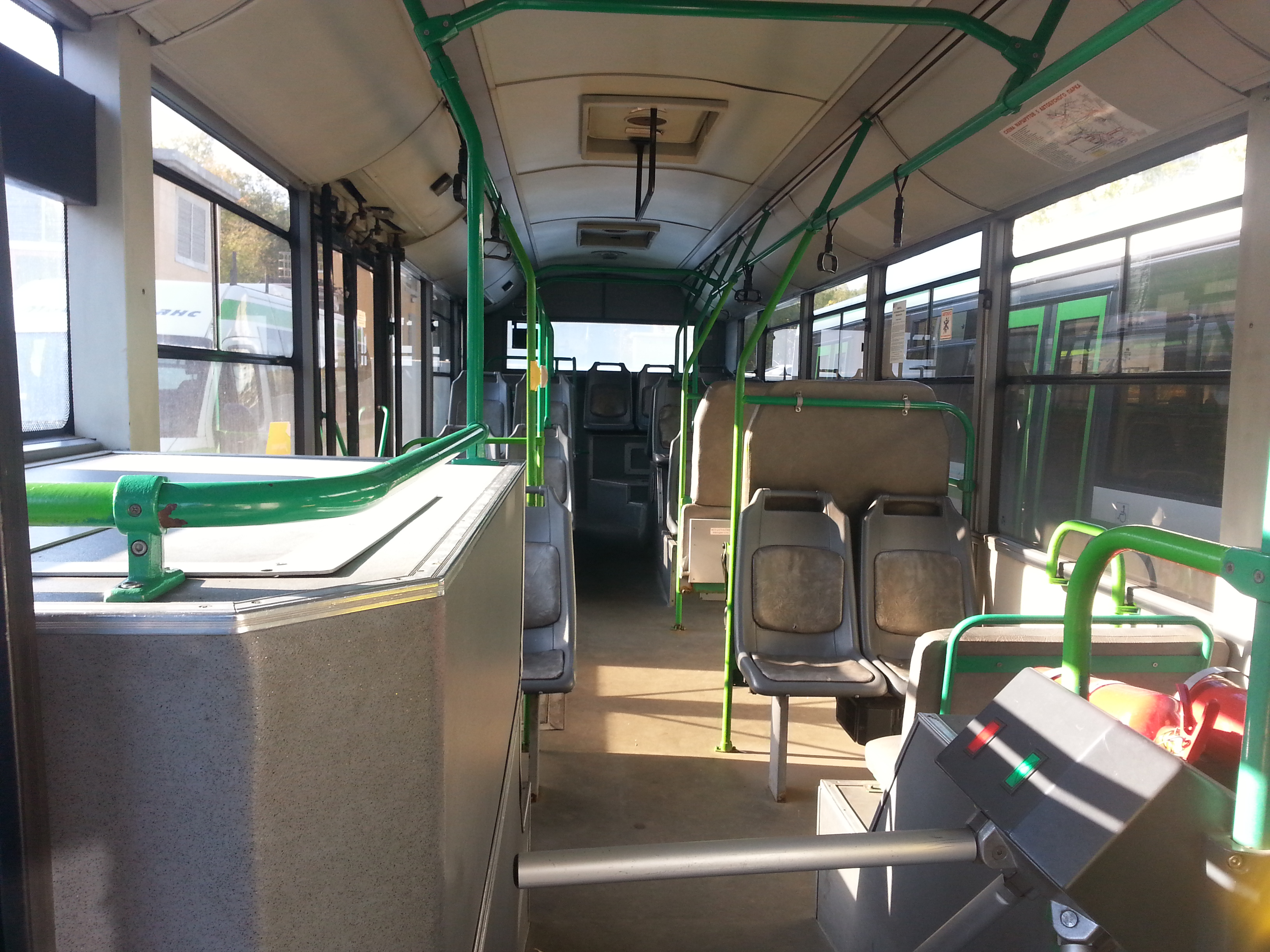
Волжанін-5270.06 «СітіРітм 12» (2006—2012)

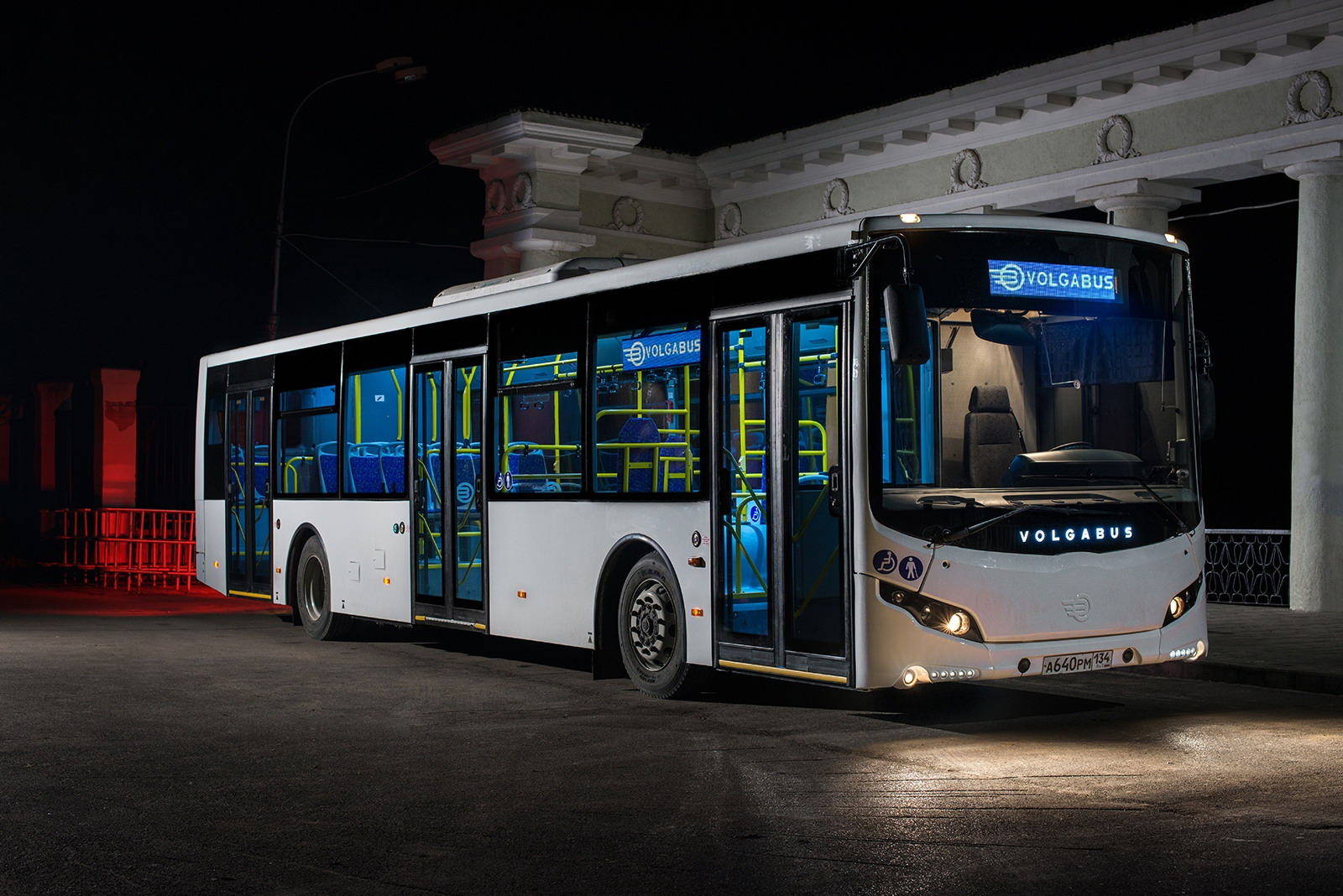
Volgabus-5270.00 «CitiRitm 12» (з 2012)

Волжанін Сітіритм 12 випускається з 2006 року автобусним заводом Волжанін, на ряду зі своїм більшим братом Волжанін Сітіритм 15, оскільки вони з однієї лінійки, вони мають дуже багато схожостей у власній конструкції а також дуже подібні за своїм дизайном. Волжанін Сітіритм 12 також є сучасним, низькопідлоговим автобусом, призначеним для міських перевезень у межах великих міст для перевезення великих мас пасажирів на маршрутах з великим пасажиропотоком. Волжанін Сітіритм 12 є хоч і меншим за свого більшого брата «Сітіритму 15», та також є досить крупним — довжина автобуса 527006 становить 11,95 метра (що є на 2,7 менше за Сітіритм 15). Автобус має декілька особливостей стосовного його кузова: кузов Волжанін Сітіритм 12 зроблено одноланковим, вагонного компонування, автобус має тримальну основу (коли усі вузли та агрегати кріпляться на готовий каркас, а не на раму), що стосується рами, то рама інтегрована у кузов автобуса задля зміцнення його конструкції. Труби каркаса зроблено з високоміцної сталі, що піддано потужній антикорозійній обробці, основа передка та задка складається з труб прямокутного розтину зроблених з високоміцної сталі. Більша частина обшивки автобуса виконана з листів дюралюмінію: боковини зроблено з дюралюмінієвих панелей, а дах зроблено з кількох дюралюмінієвих профілів фірми ALCAN. Використання дюралюмінію є дуже «корисним» для автобуса, оскільки дюраль є легким алюмінієвим сплавом, що не іржавіє. Завдяки застосуванню дюралюмінію, проблема з корозією зникає — дюралюміній не іржавіє узагалі; завдяки застосуванню основних елементів обшивки кузова з дюралюмінію, істотно збільшено ресурс кузова, що становить понад 15 років (окрім строку служби кузова понад 15 років, автобус має дуже довговічні ходові частини, моторесурс яких складає не менше мільйона кілометрів). Склопакети (бокові, заднє і лобове) вклеєно у каркас, за рахунок чого міцно тримаються у ньому.
Передок автобуса зроблено тим же чином, що і в його більшого брата — основа передка зроблена зі сталевих труб, а передок облицьовано склопластиковою оболонкою. Передок Волжанін Сітіритм 12 як дві краплі води схожий на передок свого більшого брата Сітіритм 15. Лобове скло автобуса, як у найновішої версії автобусів Волжанін представлене суцільним склопакетом, що є вклеєне у каркас автобуса. На автобусі застосовано багатошарове лобове скло триплекс, тобто безскалкове, або безуламкове лобове скло. Безуламкове скло являє собою багатошарове скло, де скло обклеєне з двох боків шаром еластичного (і прозорого, звичайно) пластику, що має функцію утримувати уламки при пошкодженні склопакету. При сильному ударі, скло розбивається, однак не розлітається за рахунок того, що його утримують дані два шари пластмаси; при цьому розбитий склопакет залишається у масі, і уламки не розлітаються до повної заміни склопакету. Скло не розіб'ється навіть, якщо при зіткненні воно вилетить з віконної рами, і залишиться лежати листом на землі. Лобове скло міцно тримається за рахунок того, що є вклеєним у каркас автобуса. Завдяки своїм властивостям безуламкове скло не розлітається та відповідно не може утворити різальних уламків та не може нікого травмувати, завдяки цьому його названо не тільки безскалковим, а ще травмобезпечним або просто безпечним. Цікавою особливістю є те, що злегка вигнуте панорамне лобове скло зроблене трисекційним (середня секція найбільша), дві інші (маленькі) розміщено по боковинах, і вони також є безуламковими. Вітрове скло автобуса зроблено панорамним, що забезпечує високий рівень огляду водієві; зверху лобове скло для зручності може бути покрите тонувальною плівкою. Склоочисники автобуса зроблено горизонтального типу, що розміщені один під одним, вони оснащені великими полотно-насадками, що очищують максимально можливу поверхню вітрового скла від опадів; у автобуса вони є тришвидкісними; присутня також функція склоомивача: піна впорскується на скло з двох бачків, що знаходяться під личкуванням. Світлотехніка на передку автобуса представлена 10 фарами та двома габаритними ліхтарями, фари округлі та малого розміру, однак вони мають високу потужність, а також оснащені лінзами з метою збільшення їхньої далекоглядності; крайні фари з лівої та правої сторони відіграють по дві функції: показ повороту і освітлення, фари використано ті ж самі з ідентичною схемою розстановки, що і у Сітіритму 15, вони ідентичні. Протитуманні фари вмонтовано у бампер, вони також мають округлу форму та лінзове скління. Бампер автобуса чітко окреслений, на ньому закріплено протитуманні фари; що стосується бускировуальних кронштейнів, то вони розміщені за бампером. На бампері автобуса виділено спеціальне місце для державного номера автобуса, адже міські автобуси, на відміну від тролейбусів якраз мусять мати такі номери, зате паркових номерів ці автобуси здебільшого не мають (це рідкість для міських автобусів). Паркові номери, якщо вони і наявні, можуть бути намальованими на боковинах чи на задній панелі автобуса. Посередині передка розміщена емблема автобусного заводу Волжанін, вона розміщена на невеликій заглибині прямо всередині передка; як правило, разом з емблемою наявний підпис «Волжанин», що свідчить про виробника даного автобуса, рідше на передку присутній надпис Volgabus — під цією назвою завод відправляє автобуси на іноземні ринки. Окрім всього іншого, на передку Волжанін Сітіритм 12 можуть бути присутні кілька іконок, що позначують зручності цього автобуса: іконка з людиною у інвалідному візку позначує те, що автобус може перевозити інвалідів у візках, а також обладнаний усім необхідним для перевезення (електронною системою кнілінгу ECAS), низьким рівнем підлоги а також відкидним пандусом напроти середніх дверей, а також спеціальним майданчиком, де виділено місце для інвалідного візка; іконка з людиною з паличкою позначує те, що автобус є зручним для маломобільних людей та пенсіонерів. Дані іконки часто можна побачити на передку або лобовому склі автобуса, або біля середніх дверей, навпроти яких розміщено пандус, хоча ці іконки не є обов'язковими та можуть бути узагалі не присутніми. Над лобовим склом у автобуса розміщено верхній рейсовказівник, даний рейсовказівник являє собою електронне табло з суцільним дисплеєм блінкерного типу, що може працювати за принципом рухомого рядка, також можна розміщувати на ньому інформацію у один або два рядки — дисплей у нього є суцільним, усе це керується з місця водія. Бокові дзеркала заднього виду автобуса сферичного типу, вони оснащені антибліковим покриттям, а також електропідігрівом, що потрібен для усунення обмерзання бокових дзеркал заднього виду; можлива зміна кронштейнів, на яких кріпляться бокові дзеркала, наприклад, верхній може бути товстішим, а нижній і узагалі відсутнім.
Задня панель Сітіритм 12 виконана з високоміцних сталевих труб, а також облицьована склопластиком. Заднє скло є тонованим, безуламковим і повним, оскільки мотор розміщено під підлогою. Задній бампер є чіткоокресленим, якраз на ньому є виріз для вихлопної труби; задні вогні є окргулими та також оснащені лінзами. На задку розміщено декілька великих решіток — це повітрозабірники, що «забирають» повітря для охолодження двигуна автобуса. Якщо вже про сам мотор, то двигун автобуса розміщений на його задньому звісі. Взагалі, на автобусі застосовано дуже багато німецьких компонент, і мотор теж не став виключенням: Волжанін Сітіритм 12 комплектується дизельним двигуном німецького виробництва DEUTZ BF6M1013 (Deutz). Цей двигун має чотиритактний цикл; робота чотиритактного дизельного двигуна поділяється на такі етапи: у першому такті (поршень іде вниз), свіжа порція повітря через впускний клапан надходить у циліндр, у другому — ця порція повітря стискається поршнем у 17 разів (поршень іде вверх), а безпосередньо третім тактом, у камеру згоряння через форсунку надходить порція пального. У третьому «робочому» такті (поршень іде вниз), пальне згоряє і енергія вивільняється, а у четвертому (поршень іде вверх), відпрацьовані гази виштовхуються поршнем через випускний клапан. І так повторюється постійно — повітря входить, стискається, входить пальне, згоряє, гази виштовхуються. Щодо циліндрів, то їх у автобуса 6, а робочий об'єм усіх циліндрів становить 7,146 літра; як було згадано вище, автобус працює на дизельному паливі, а паливний бак уміщує до 250 літрів. На автобусах Волжанін Сітіритм 12 і Волжанін Сітіритм 15 використано той самий мотор потужністю 209,5 кіловат (285 кінських сил); двигун автобуса відповідає жорстким екологічним нормам Euro-3; моторесурс мотора також дуже високий і складає понад мільйон кілометрів (не менше 12—15 років). Автобус Волжанін Сітіритм 12 є двохвісним автобусом, ведучий міст автобуса — задній; автобус комплектується мостами німецького виробництва ZF, задні колеса мають двохскатне шинування, а розмір шин — 275/70 R22,5; на автобусі застосовується як дискова, так і бездискова конструкція коліс; моторесурс мостів — не менше 1000000 кілометрів. Підвіска Волжанін Сітіритм 12 виготовлена німецькими фірмами WABCO або Knorr-Bremse, підвіска автобуса електропневматична, оснащена можливістю нахилу кузова ECAS, kneeling, завдяки цій системі, автобус може присісти на праві півосі (може і на ліві, однак для зручного входу пасажирів якраз потрібно присісти на праві) і рівень підлоги зменшиться навіть до 25 сантиметрів (буквально до рівня тротуару). Гальмівна система автобуса (виготовлена WABCO, Німеччина):
- робоче гальмо (гальмо, яке приводиться у дію водієм натиском на педаль гальма, сповільнення регулюється і від сили натиску на педаль) — пневматична, двоконтурна система (розбиття на гальмівні контури по осі).

- гальмівні механізми — барабанного типу;
- розтиск гальмівних колодок — кулачковий;

- додаткове гальмо — сповільнювач, влаштований у автоматичну коробку передач;
- стоянкова гальмівна система (це система для нерухомого утримання транспортного засобу під час зупинок, особливо актуальна на ухилах[1], зазвичай це ручний важіль) — представлена ручним важелем, що діє на гальмівні механізми ведучого моста. Ручний важіль, щоправда невеликий і за формою більше схожий на джойстик.
- резервна гальмівна система (допоміжна система у разі виходу з ладу робочого гальма, що і так вкрай небажано) — представлена одним додатковим контуром робочої гальмівної системи.
- ABS — також у автобуса наявна антиблокувальна система ABS (Anti-lock Braking System), Knorr-Bremse або WABCO. ABS забезпечує керованість автобуса під час різкого або екстреного гальмування.
- ASR — у автобус наявна антипробуксувальна система ASR, що потрібна для максимально можливого зчеплення колеса з дорожньою поверхнею, особливо на слизьких поверхнях (лід, слизька дорога).

До салону автобуса ведуть дві або три двостулкові двері: справа у тому, що Волжанін Сітіритм 12 випускається як у дводверному, так і тридверному варіанті. Двері автобуса поворотно-зсувного типу, з розвинутим тонованим склінням та з безскалковими склопакетами оснащені системою протизатиску пасажирів, що діє досить просто — при затисканні пасажира, двері миттєво відійдуть на свою попередню позицію, нікого не затиснувши; така система є дуже доречною у годину пік, коли завантаження автобуса є максимальним. Двері також оснащені ще одним сучасним елементом, як система блокування руху автобуса з відчиненими або незачиненими дверима, що отримала назву «повітряний ключ» — дана система є ще одним елементом безпеки Волжанін Сітіритм 12. Волжанін Сітіритм 12 вважається низькопідлоговим автобусом, враховуючи те, що на перших двох входах вхід не має сходинок; у тридверному варіанті сходинки у задні двері наявні, оскільки двигун розміщено під підлогою на задньому звисі, і у салоні якраз на задньому звисі є невелике підвищення, чого у Сітіритму 15 якраз немає. Завдяки низькому рівню підлоги, суттєво пришвидшиться пасажироптотік, а також покращиться комфорт для пасажирів. У перших двох, або у обох (дводверні варіанти теж поширені) немає жодної сходинки, а рівень підлоги на цих ділянках становить 34—35 сантиметрів; а підвіска автобуса оснащена електронною системою нахилу кузова кнілінг, і автобус може присісти ще на декілька сантиметрів (у середніх дверях до 25—27 сантиметрів, буквально до рівня тротуару), автобус оснащений спеціальним обладнанням для перевезення пасажирів у інвалідних візках, а також дитячих візків (навпроти середніх дверей наявний відкидний пандус).
Салон автобуса Волжанін Сітіритм 12 має багато подібностей зі своїм більшим братом, однак у салоні є кілька відмінностей, які будуть описані нижче. Салон Волжаніна Сітіритм 12 виконано у світлих кольорах, переважно світлосірих відтінках та з вельми сучасним дизайном. Підлога салону застелена суцільнотягненим килимом з лінолеуму, що оздоблений декоративними блискітками; матеріали обробки салону як правило пофарбовані білим або світлосірим кольором; тут є одна цікава особливість: салон автобуса оброблений негорючою пластмасою, тому у разі пожежі, полум'я до салону практично не добереться, і горітиме машина досить довго — тут подбали про пожежобезпечність. З поручнями також є кілька цікавих особливостей: поручні автобуса зроблено зі сталевої труби та пофарбовано полімерною фарбою для кращої корозієстійкості, усі поручні у автобуса зроблено з тонкої труби. На передніх дверях вставлена узагалі вельми цікава конструкція поручнів, що є фактично не просто вигнутою, а округлою (хоча у автобусів бувають поручні прикріплені на дверях і просто вигнуті, у формі літери V, якщо їх скласти разом). Вертикальні поручні також зроблено тонкого типу, їх конструкція така, що труба у верхній частині згинається (це не брак, а просто такий елемент дизайну). Вертикальні поручні мають доволі різноманітні кріплення: одні знизу кріпляться до підлоги, інші, прямо до ручок на сидячих місцях, ще одні на колісні арки, а ті, що розміщено на підвищенні на задньому звисі кріпляться зверху прямо до даху салону (переважна більшість кріпиться зверху кронштейнами до горизонтальних поручнів, і «стягується» з ними гвинтами). На вертикальних поручнях біля дверей розміщено кнопки виклику водія, що призначенні для подання звукового сигналу до місця водія у разі необхідності зупинки на вимогу. Горизонтальні поручні розміщено по усій довжині салону, окрім підвищення на задньому звисі; вони, як і у Сітіритму 15 обладнуються підвісними склопластиковими (при чому прозорими) ручками для більшої зручності, оскільки горизонтальні поручні розміщено досить високо (на цих ручках також можна помітити емблему Волжаніна). Стосовно кольору, у який пофарбовано поручні, то це найчастіше яскраво-жовтий, хоча можуть зустрічатися і інші. Слід відмітити і той факт, що поручні «над головами» пасажирів у Сітіритму 12 у задній частині салону вже відсутні. Сидіння виконано у дещо іншому стилі, аніж у Сітіритму 15: вони стали просторішими та повністю обшиті тканиною; сидіння виконано напівм'якого типу, роздільними (цікавий факт, такі ж самі сидіння можна побачити у Solbus Solcity 12, наприклад); сидіння стали ширшими, хоч місця це не відбирає; спинки сидінь виготовлено з пластмаси (задня частина), а спинки (передні) та подушка у них обшиті повністю напівм'якою синтетичною тканиною, що має властивість легко чиститися від бруду, а також ця тканина є негорючою, тому її часто називають «антивандальною», найчастіше, тканина синього кольору; ручки, що кріпляться до сидінь та призначено для стоячих пасажирів зроблено з поліуретану або пластмаси (одним словом, з синтетичних матеріалів). Ще одна цікава деталь, непритаманна Сітіритму 15, це підлокітники, встановлені біля сидячих місць, при чому вони можуть розкладатися і складатися (а не як у міжміських Ікарусах, наприклад); ці підлокітники також зроблено з пластмаси задля комфорту пасажирів; сидіння з підлокітниками наявні на підвищенні у задньому звисі, а також біля передньої колісної арки спереду. Сидіння у салоні встановлено попарно, на підвищенні на задньому звисі позаду задніх колісних арок наявні три сходинки, які необхідно подолати, щоб дістатися до заднього ряду сидінь (вони розміщені на помості, оскільки мотор розміщено під підлогою на задньому звисі); на двох задніх колісних арках розміщено по чотири сидіння, при чому задні розвернуті «лицем» ще одного ряду сидінь, що складається з 2 місць з кожного боку, отже на задньому звисі є дуже багато сидячих місць, якщо рахувати точно, їх там цілих 17 штук (базова комплектація). Також є один вельми цікавий елемент безпеки: перед сидіннями за середніми дверима встановлено два турнікети з безуламкового скла, щоб ноги пасажирів не защемило дверима, хоча система протизащемлення у дверей також наявна. Згідно з базовою комплектацією, у салоні наявні 30 сидячих місць, хоч дана цифра може бути зміненою у залежності від замовлення. Щодо загальної місткості автобуса, то цифра становить 105 чоловік, хоча у годину пік ця цифра можу бути суттєво перевищеною.
Автобус Волжанін Сітіритм 12 є низькопідлоговим, тому може перевозити інвалідів у візках (про що свідчать іконки, що часто клеяться на лобове скло автобуса), та обладнаний усім необхідним для їх перевезення. Ситіритм 12, має, як і його більший брат висоту салону 34—35 сантиметрів, а також може підсісти на праві півосі, застосувавши кнілінг, і може присісти на 10 сантиметрів (до 25 см). Навпроти середніх дверей розміщено відкидну апарель, що слугує, як підйом для в'їзду візка у салон. Навпроти середніх дверей розміщено накопичувальний майданчик, що і призначений для розміщення інвалідного візка. Він є дуже широким, обладнується за замовленням кріпленнями та ременями безпеки, що триматимуть візок, а також кнопкою виклику до водія у разі необхідності; також автобус є зручним для перевезення дитячих візків і узагалі будь-якого колісного та великогабаритного вантажу. Пандус, у автобуса, до речі також німецький — його виготовлено компанією Hϋbner Gmbh. Окрім усього вищеописаного, у автобуса є також декілька цікавих особливостей у салоні. У автобуса дуже високі бокові вікна, що забезпечують пасажирам високий рівень огляду за дорогою, по-друге, вікна у нього тоновані, що є зроблене для комфорту, бокові вікна також зроблено безуламковими. У автобуса розвинута система вентиляції: на бокових вікнах наявні кватирки, а на даху салону є два люки; однак за замовленням на автобус може встановлюватися і кондиціонер американської фірми, Thermo King, при цьому на місце водія можна встановити окремий кондиціонер. Також в автобусі застосована розвинута система опалення, що представлена повітряними конвекторами Thermo King (США) i Eberspacher (Німеччина). Як і у Ситіритма 15, освітлення у темну пору доби представлене плафоновими світильниками на даху салону.
Кабіна водія автобуса відокремлена від салону перегородкою з лівого боку (у Росії правосторонній рух), однак під вхід та вихід водія з чи до кабіни не відведено окремої стулки, типової для багатьох російських автобусів (наприклад, ЛіАЗ 5292), і водій має вихід лише з правої сторони з салону. Це конструктивне рішення: за рахунок зменшення площі перегородки збільшується площа переднього майданчика, а разом з тим майже ліквідовується проблема тисняви на передньому майданчику у годину-пік. Місце водія автобуса зроблене з комфортом та має кілька переваг, як-от бортовий комп'ютер; кабіна виконана у переважно світлих кольорах. Підлога у кабіні також застелена неслизьким лінолеумом, при чому суцільним, і країв та обрізів не видно (такий елемент незграбної збірки усунено). Новіші екземпляри Ситіритм 12 мають приладову панель ідентичну до Ситіритм 15 (раніше випускалися зі схожою на приладові панелі Волжанін 5270). Елементом комфорту є те, що приладова панель регулюється за кутом нахилу, як це зручно, разом з тим, регулюється і кермова колонка (і відповідно кут нахилу самого кермового колеса); приладова панель автобуса зроблена з пластмаси та пофарбована у світлосірий колір, її виконано у стилі «люкс», з усім необхідним, а також з формою виконання у стилі півкола, оскільки з лівого боку двері для входу та виходу немає, там розміщено доволі простору додаткову панель, на якій також наявні декілька клавіш, потрібних для управління Ситіритмом. Якщо показникові прилади розміщено посередині приладової панелі, то більшість клавіш — справа та зліва. Клавіші, округлої форми та червоного кольору служать для включення склоомивачів та склоочисників, на правій частині приладової панелі розміщено клавіші відкриття/закриття дверей, а також регулювання освітлення у салоні та на місці водія; клавіші здебільшого чорні (окрім кнопки включення аварійної сигналізації на лівій панелі), мають малюнки з функціями, що відповідають за них. Посередині приладової панелі розміщено показникові прилади, при чому циферблатів тут стало значно менше, оскільки з'явилася така інновація, як бортовий комп'ютер (він німецького виробництва). «Нецифровими» на приладовій панелі залишилися спідометр та тахометр; спідометр розміщений зліва у центральній частині приладової панелі, він великого розміру та має оцифровку до 125 км/год (однак, такої швидкості автобус не розвине через міські обмеження, а ще через те, що його максимальна швидкість становить 100 км/год), на спідометрі наявне електронне табло-одометр, що показує пробіг автобуса; а тахометр малого розміру та оцифрований до 3000 об/хв. Спідометр також німецький — виготовлений фірмою VDO. Праворуч від спідометра розміщене табло, що показує увімкнуті функції (таке табло замінило світлодіоди, що є незручними навіть з їх повною розшифровкою). Далі йде найцікавіше: у центральній частині приладової панелі розміщено бортовий комп'ютер, що відповідає за усі інші показники, наприклад, за залишок пального або температуру розігріву мотора. Це табло-комп'ютер (також німецьке, цього разу від Siemens AG), як і багато інших елементів у автобуса також є німецького виробництва; табло також показує температуру за бортом та деякі інші функції, наприклад, відкриття і закриття дверей. Кермова колонка, як і приладова панель, має властивість регулюватися за кутом нахилу, кермовий механізм виготовлено німецькою фірмою ZF, він оснащений гідропідсилювачем, що значно полегшує керування автобусом, а кермовий механізм має моторесурс понад мільйон кілометрів. Крісло водія розміщене на спеціальній пневмопідвісці, має м'яке покриття, має підголівник та регулюється не тільки у висоту, а може відсуватися на спеціальних рейках за потреби. Коробка передач у автобуса автоматична, тому важіль перемикання передач та зчеплення є відсутніми, коробка передач виготовлена німецькою фірмою ZF, і має моторесурс понад 1000000 кілометрів. Освітлення у кабіні водія здійснюється за допомогою світильника і підсвітки приладів на приладовій панелі, вентиляція виконується завдяки зсувній кватирці і можливому вентилятору, а опалення завдяки повітряному конвектору (Thermo King). Можливе також встановлення окремого кондиціонера на місці водія (також Thermo King).

## Переваги моделі Волжанін Ситіритм 12
Волжанін Ситіритм 12 є досить сучасною машиною, оснащеною багатьма якісними іноземними компонентами, німецьким двигуном, ABS i ASR. Волжанін Ситіритм 12 є великим низькопідлоговим міським автобусом, призначеним для праці на завантажених маршрутах. У лінійки Ситіритмів є кілька переваг над своїми родичами (теж міськими автобусами). Якщо кузов 5270-го та 6270-го робиться з високоміцної корабельної сталі (ресурс >10 років), то у Ситіритмів він робиться з дюралюмінію (ресурс >15 років), і дещо зменшує масу автобуса. На Ситіритмі 12 застосовано ряд сучасних компонент, у тому числі німецьких:
1. Двигун Deutz (Німеччина);
2. Мости ZF (Німеччина);
3. Підвіска WABCO (Німеччина);
4. Гальмівна система WABCO (+ABS&ASR);
5. АКПП ZF (Німеччина);
6. Пандус Hubner (Німеччина);
7. Кермовий механізм ZF (Німеччина);
8. Бортовий комп'ютер Siemens;
9. Спідометр VDO (Німеччина);
10. Конвектори Thermo King (США) i Eberspacher (Німеччина);
11. Кондиціонер (додаткова опція) Thermo King (США)

Завдяки низькому рівню підлоги, автобус має можливість перевезення інвалідів та є зручним для маломобільних людей та пенсіонерів. Автобус демонструє і хороші швидкісні показники, він легко розганяється та плавно гальмує; максимальна швидкість автобуса — 100 км/год.
Салон зроблено у схожій манері на Ситіритм 15, тільки встановлено більші сидіння, деякі з них обладнано підлокітниками. Також у автобуса наявні такі зручності, як кнілінг кузова, тоновані склопакети, відкидна апарель для в'їзду дитячих та інвалідних візків. У салоні може встановлюватися кондиціонер, наявні конвектори від Eberspacher i Thermo King.

## Нагороди
У 2008 році, низькопідлоговий автобус Волжанін Ситіритм 12 отримав нагороду «Найкращий комерційний автомобіль Росії» (2008), і отримав нагороду «Золоте кермо». Цей автобус є далеко не першим Волжаніном, який займав призові місця на конкурсі, що триває з 2000 року: автобуси Волжанін 5285 (2003) і Волжанін 6270 (2005) також отримували нагороди «Найкращий комерційний автомобіль в Росії». У 2009 році нагороду узяв ще один Волжанін: це був більший брат Ситіритма 12, Волжанін Ситіритм 15.

## Технічні характеристики
| Технічна характеристика Волжанін Ситіритм 12         | Технічна характеристика Волжанін Ситіритм 12                                      |
| ---------------------------------------------------- | --------------------------------------------------------------------------------- |
| Загальні дані                                        |                                                                                   |
| Модель                                               | Волжанін Ситіритм 12                                                              |
| Клас                                                 | міський автобус                                                                   |
| Виробник                                             | Автобусний завод Волжанін                                                         |
| Випускається з,                                      | 2006                                                                              |
| Подібні моделі                                       | Волжанін Ситіритм 15, Волжанін 5270                                               |
| Кузов                                                |                                                                                   |
| Кузов (загальне описання)                            | одноланкового типу, тримальний інтегрований з рамою кузов, вагонного компонування |
| Каркас кузова                                        | виконаний з труб з нержавіючої сталі                                              |
| Боковини, передок і задок (обшивка)                  | виконані з листового дюралюмінію                                                  |
| Дах (обшивка)                                        | з дюралюмінієвих профілів фірми ALCAN                                             |
| Антикорозійне покриття                               | каркасні труби покриті (дюраль і без них не іржавіє)                              |
| Ресурс роботи кузова, більше, роки                   | >15                                                                               |
| Габаритні розміри                                    |                                                                                   |
| Довжина, мм                                          | 11950                                                                             |
| Ширина, мм                                           | 2550                                                                              |
| Висота, мм                                           | 2930 (3150 зі встановленим кондиціонером)                                         |
| Передній звис, мм                                    |                                                                                   |
| Задній звис, мм                                      |                                                                                   |
| Поворотний діаметр, не менше                         |                                                                                   |
| Колісна база, мм                                     | 5900                                                                              |
| Дорожній просвіт, мм                                 | регулюється (кнілінг)                                                             |
| Кут з'їзду/виїзду, °                                 | 7/7                                                                               |
| Споряджена маса, кг                                  | 11420                                                                             |
| Повна маса, кг                                       | 18500                                                                             |
| Елементи ззовні                                      |                                                                                   |
| Світлотехніка (передок)                              | 10 фар (2 протитуманні), з лінзами                                                |
| Бампер                                               | заварний, чіткоокреслений                                                         |
| Буксирувальний кронштейн                             | за бампером                                                                       |
| Маршрутовказівники                                   | електронні табло з різними функціями (детальніше у описанні моделі)               |
| Лобове скло                                          | панорамного типу, безуламкове                                                     |
| Склоочисники                                         | горизонтального типу, 3 швидкісні                                                 |
| Розташування двигуна                                 | задній звис                                                                       |
| Колеса                                               | 275/80R×22.5 (без)дискові кріплення                                               |
| Осі, штук                                            | двовісний (4×2)                                                                   |
| Шасі                                                 |                                                                                   |
| Передня вісь                                         | ZF RL 85                                                                          |
| Тягова вісь, модель                                  | ZF, AV-132/90 (задня)                                                             |
| Моторесурс мостів, не менше, км                      | 1000000                                                                           |
| Робоче гальмо                                        | пневматичне, двоконтурне                                                          |
| Ручне гальмо                                         | ручний важіль діє на гальмівні механізми заднього моста                           |
| Додаткове гальмо                                     | сповільнювач, влаштований у АКПП                                                  |
| ABS                                                  | наявна                                                                            |
| ASR                                                  | наявна                                                                            |
| Передня підвіска                                     | незалежна пневматична                                                             |
| Задня підвіска                                       | залежна пневматична                                                               |
| Система кнілінгу ECAS                                | наявна                                                                            |
| Висота підлоги, см                                   | 34—35 (по довжині усього салону до заднього звису)                                |
| Підвіска, виробник                                   | WABCO                                                                             |
| Моторесурс підвіски, км, не менше                    | 1000000                                                                           |
| Салон                                                |                                                                                   |
| Кількість дверей і тип                               | 2/3 двостулкові поворотно-зсувного типу                                           |
| Формула дверей                                       | 2—2—2 2—2—0                                                                       |
| Пандус для в'їзду інвалідних візків                  | відкидна рампа, відсувається і зсувається механічно, виробництва Hϋbner Gmbh      |
| Розташування пандуса                                 | 2 (середні) двері                                                                 |
| Поручні                                              | з тонкої сталевої труби, гнуті                                                    |
| Сидіння                                              | напівм'які, роздільного типу, з синтетичним покриттям                             |
| Кількість сидінь                                     | 26—30 (залежно від комплектації)                                                  |
| Висота салону, см                                    | близько 230 сантиметрів                                                           |
| Система компостування квитків                        |                                                                                   |
| Освітлення у салоні                                  | плафонові світильники на даху                                                     |
| Вентиляція у салоні                                  | через зсувні кватирки, люки, +можливий кондиціонер                                |
| Кондиціонер                                          | Thermo King, USA (додаткова опція)                                                |
| Бокові вікна                                         | затоновані чорним відтінком, безуламкові                                          |
| Опалення у салоні                                    | повітряні конвектори Thermo King i Eberspacher                                    |
| Пасажиромісткість салону, чол                        | 105 (нормальна)                                                                   |
| Місце водія                                          |                                                                                   |
| Кабіна водія                                         | напіввідкритого типу                                                              |
| Освітлення у кабіні                                  | кожен з показникових приладів і один плафоновий світильник                        |
| Вентиляція у кабіні                                  | через вентилятор і зсувну кватирку+можливий додатковий кондиціонер                |
| Крісло водія                                         | м'яке на пневмопідвісці, має підголівник; регулюється у висоту і відсувається     |
| Приладова панель                                     | у формі півкола з твердого пластику, Siemens                                      |
| Кермова система                                      | ZF 8098 Servocom                                                                  |
| Педалі                                               | Wabco                                                                             |
| Коробка передач                                      | ZF ECOMAT2 PLUS 6 HP 502 С                                                        |
| Тип КПП                                              | автоматична                                                                       |
| Число ступенів КПП                                   | 6/1                                                                               |
| Спідометр                                            | VDO                                                                               |
| Бортовий комп'ютер                                   | Siemens                                                                           |
| Двигун і динамічні характеристики                    |                                                                                   |
| Тип палива                                           | дизель                                                                            |
| Тип двигуна                                          | дизельний чотиритактний                                                           |
| Марка двигуна (для конкретно цієї модифікації)       | DEUTZ BF6M1013                                                                    |
| Потужність, кіловат                                  | 209.5                                                                             |
| Місткість паливного бака, літри                      | 250                                                                               |
| Кількість циліндрів, шт                              | 6                                                                                 |
| Робочий об'єм, см³                                   | 7146                                                                              |
| Відповідність нормам щодо викидів                    | Euro-3                                                                            |
| Витрати пального при міському циклі на 100 км, літри | 30—32                                                                             |
| Максимальна швидкість руху, км/год                   | 100                                                                               |

## Цікаві факти
- Волжанін Ситіритм 12 спочатку випускався з іншим варіантом приладової панелі, у нових зразках він ідентичний до Ситіритм 15.
- На деяких автобусах можна помітити надпис «Alumunium body» («Алюмінієвий» кузов), або у технічній характеристиці зазначено що кузов зроблено з алюмінію. Звичайно, під «алюмінієм» мається на увазі дюраль, який не іржавіє і збільшується ресурс кузова до не менше ніж 15 років.